# Frenet–Serrets formler
Frenet-Serrets formler, namngivna efter de två franska matematikerna Jean Frédéric Frenet och Joseph Alfred Serret, vilka båda upptäckte formlerna oberoende av varandra, är i vektoranalys formler som beskriver de kinematiska egenskaperna hos en partikel vilken färdas längs en kontinuerlig, differentierbar kurva i ett tre-dimensionellt euklidiskt rum R3.

## Naturliga koordinater

Det naturliga koordinatsystemet följer en punkt i en helix. Tangenten representeras av den blåa pilen, normalen av den röda och binormalen av den svarta pilen.

Naturliga koordinater eller naturliga basen (ej att förväxla med talet e) är ett koordinatsystem som följer med en kurva i rummet, till skillnad från t.ex. ett kartesiskt koordinatsystem som är fixt i rummet. Det är i allmänhet svårt att räkna i naturliga koordinater, men dess teori ger värdefulla insikter om naturen hos en partikel som rör sig längs en kurva.
Basvektorerna är {\displaystyle \{{\hat {\mathbf {t} }},{\hat {\mathbf {n} }},{\hat {\mathbf {b} }}\}}, där {\displaystyle {\hat {\mathbf {t} }}} är en enhetsvektor i tangentens riktning, {\displaystyle {\hat {\mathbf {n} }}} är en enhetsvektor i normalriktningen (riktad mot krökningscentrum och vinkelrät mot {\displaystyle {\hat {\mathbf {t} }}}) och {\displaystyle {\hat {\mathbf {b} }}} en enhetsvektor i binormalriktningen så att {\displaystyle \{{\hat {\mathbf {t} }},{\hat {\mathbf {n} }},{\hat {\mathbf {b} }}\}} bildar ett högersystem av ortonormala vektorer. Om kurvan parametriseras med {\displaystyle s}, sträckan längs kurvan från en given startpunkt, kan {\displaystyle {\hat {\mathbf {t} }}} definieras enligt
{\displaystyle {\hat {\mathbf {t} }}={\frac {\mathrm {d} \mathbf {r} }{\mathrm {d} s}}}
där {\displaystyle \mathbf {r} } är en lägesvektor från en punkt fix i rummet.

### Frenet-Serrets formler
Betrakta nu specialfallet att kurvan är en cirkel med radie {\displaystyle R}. Allteftersom partikeln rör sig ({\displaystyle s} ökar) kommer {\displaystyle {\hat {\mathbf {t} }}} att vridas in mot cirkelns mitt (som är ett permanent krökningscentrum). Ju mindre radie, desto större ändring. Då gäller att
{\displaystyle {\frac {\mathrm {d} {\hat {\mathbf {t} }}}{\mathrm {d} s}}={\frac {1}{R}}{\hat {\mathbf {n} }},}.
I allmänhet ändras krökningscentrum hela tiden, vilken då kan betecknas {\displaystyle \rho }. Krökningen definieras då som {\displaystyle \kappa ={\frac {1}{\rho }}}, så i allmänhet gäller
{\displaystyle {\frac {\mathrm {d} {\hat {\mathbf {t} }}}{\mathrm {d} s}}=\kappa {\hat {\mathbf {n} }},}
vilken är Frenet-Serrets första formel.

De andra två formlerna är
{\displaystyle {\frac {\mathrm {d} {\hat {\mathbf {n} }}}{\mathrm {d} s}}=\tau {\hat {\mathbf {b} }}-\kappa {\hat {\mathbf {t} }}}
och
{\displaystyle {\frac {\mathrm {d} {\hat {\mathbf {b} }}}{\mathrm {d} s}}=-\tau {\hat {\mathbf {n} }},}
där {\displaystyle \tau } är torsionen, som kan ses som ett mått på hur mycket kurvan avviker från att hela tiden ligga i samma plan.